# بريان جونسون
بريان جونسون (بالإنجليزية: Bryan Johnson)‏ (و. 1926 – 1995 م) هو منشد، وممثل، ومغني، من المملكة المتحدة، توفي عن عمر يناهز 69 عاماً.

## وصلات خارجية
- بريان جونسون على موقع IMDb (الإنجليزية)
- بريان جونسون على موقع ميوزك برينز (الإنجليزية)
- بريان جونسون على موقع ديسكوغز (الإنجليزية)